# حسام بولغب
حسام بولغب هو منشد جزائري من مواليد ولاية جيجل، بدأ الإنشاد صغيراً ثم بعد انتقاله للدراسة الجامعية بقسنطينة إنضم لفرقها الإنشادية، بعدها إستقر في أدرار في أقصى الجنوب الجزائري حيث كان له دور كبير في تنشيط الإنشاد ويظهر ذلك من خلال اختياره عضواً في لجنة تحكيم المهرجان الجامعي الوطني لفن الإنشاد والمديح الديني الذي نظمته الجامعة الإفريقية أحمد دراية في مارس 2017.

## وصلات خارجية
- موقع وزارة الثقافة الجزائرية

## فيديوهات
- حسام الجزائري: اداعة الجزائر من ادرار جلسة فنية مع الفنان حسام الجزائري على يوتيوب.
- حسام الجزائري: أنشودة سيد الكونين على يوتيوب.
- حسام الجزائري: أنشودة لا إله إلا الله - حوزي على يوتيوب.
- حسام الجزائري: أنشودة ها الطلبة على يوتيوب.
- حسام الجزائري: أنشودة قوم صلي على يوتيوب.
- حسام الجزائري: أنشودة يا زين العمامة على يوتيوب.
- حسام الجزائري: أنشودة العرْعارية على يوتيوب.